# Joji
Джордж Кусуно́ки Ми́ллер (англ. George Kusunoki Miller; род. 16 сентября 1993, Осака), более известный как Joji, Filthy Frank и Pink Guy — японо-австралийский рэпер, певец и бывший ютубер.
Миллер, в то время живший в Японии, стал известен в 2011 году благодаря своему YouTube-шоу Filthy Frank Show, там он исполнял роли различных комедийных персонажей. Джордж продолжил выпускать видеоролики после переезда в США в 2012 году. Его творчество было известно за чёрный юмор. Видеоролики Миллера помогли популяризировать интернет-мем Гарлем Шейк, что способствовало коммерческому успеху одноимённой песни Baauer. Под псевдонимом Pink Guy Джордж выпускал комедийные хип-хоп-треки.
В конце 2017 года Миллер завершил карьеру ютубера, чтобы заняться музыкальной деятельностью. Он взял псевдоним Joji, который образован от произношения его первого имени на японском. Дебютный альбом Ballads 1 был выпущен в 2018 году. Вторая пластинка Nectar вышла в 2020 году. В 2022 году Joji выпустил сингл «Glimpse of Us», вошедший в десятку лучших песен американского чарта Billboard Hot 100. Позже трек попал на третий альбом исполнителя Smithereens.

## Ранняя жизнь
Джордж Кусуноки Миллер родился 16 сентября 1993 года в Осаке, Япония в семье австралийца и японки. Он учился в Канадской академии, международной школе в Кобе, которую окончил в 2012 году. В 18 лет он покинул Японию и отправился в Соединённые Штаты.

## Музыкальный стиль
Музыка Joji выполнена в жанрах трип-хоп и лоу-фай, а также сочетает в себе элементы трэпа, фолка, электронной и R&B. Его песни имеют «медленный темп и проникновенный вокал», а также затрагивают «меланхоличные темы». Сам Joji классифицирует своё творчество как мрачные песни о любви.
Среди своих вдохновителей Миллер называет Джеймса Блейка, Radiohead, Shlohmo и Дональда Гловера. В интервью Pigeons and Planes Joji сказал, что его музыка была вдохновлена жизнью в Осаке и инструментальными композициями в стиле бум-бэп, которые он слушал во время учёбы в Канадской академии.

## Дискография

### Как Pink Guy
- Pink Guy (2014)
- Pink Season (2017)
- Pink Season: The Prophecy (2017)

### Как Joji
- In Tongues (2017)
- Ballads 1 (2018)
- Nectar (2020)
- Smithereens (2022)

## Награды и номинации
| Церемония                   | Год  | Номинант        | Категория                                   | Результат | Примечания |
| --------------------------- | ---- | --------------- | ------------------------------------------- | --------- | ---------- |
| ARIA Music Awards           | 2022 | «Glimpse of Us» | Песня года                                  | Номинация | [ 13 ]     |
| ARIA Music Awards           | 2023 | «Die for You»   | Песня года                                  | Номинация | [ 14 ]     |
| Gold Derby Music Awards     | 2023 | «Glimpse of Us» | Песня года                                  | Номинация | [ 15 ]     |
| iHeartRadio Music Awards    | 2019 | Joji            | Премия «Социальная звезда»                  | Номинация | [ 16 ]     |
| iHeartRadio Music Awards    | 2023 | «Glimpse of Us» | Лучший текст                                | Номинация | [ 17 ]     |
| Music Video Festival Awards | 2020 | «777»           | Инновации в музыке                          | Победа    | [ 18 ]     |
| Music Video Festival Awards | 2020 | «777»           | Лучшая анимация в музыкальном видео         | Победа    | [ 18 ]     |
| Kids’ Choice Awards         | 2023 | Joji            | Любимый прорывной артист                    | Номинация | [ 19 ]     |
| UK Music Video Awards       | 2022 | «Glimpse of Us» | Лучшее альтернативное видео – международная | Номинация | [ 20 ]     |
| UK Music Video Awards       | 2022 | «Glimpse of Us» | Лучший монтаж в видео                       | Победа    | [ 20 ]     |